# Бенгальский луциан
Бенгальский луциан (лат. Lutjanus bengalensis) — вид лучепёрых рыб из семейства луциановых, обитающий в Индийском и западной части Тихого океанов. Максимальная длина тела — 30 см.

## Описание
Тело веретенообразное, вытянутое или умеренно высокое, его высота укладывается 2,5—2,9 раз в стандартную длину тела. Рыло немного заострённое. Предглазничная кость относительно узкая, её ширина обычно меньше диаметра глаза. Хорошо развиты предглазничные выемка и выпуклость. Зубы на сошнике расположены в форме полумесяца. Язык гладкий, без зубов. На первой жаберной дуге 22—25 жаберных тычинок, из них 15—17 на нижней части (включая рудиментарные). В спинном плавнике 11—12 жёстких и 13—14 мягких лучей. В заострённом анальном плавнике 3 жёстких и 8 мягких лучей. Хвостовой плавник выемчатый. В грудных плавниках 16—17 лучей. В боковой линии 47—50 чешуй. Над боковой линией 8—9 рядов чешуй, которые косо поднимаются к спинной поверхности.
Тело желтоватое, брюхо белое. По бокам тела проходят четыре яркие голубые полосы. Отсутствуют чёрные точки на спине под спинным плавником. Плавники от желтоватого до белого цвета.
Максимальная длина тела — 30 см, обычно около 20 см.

## Ареал
Широко распространены в Индийском океане от прибрежных вод восточной Африки до Индонезии. В западной части Тихого океана встречаются от Филиппин до Японии.

## Биология
Морская прибрежная рыба. Обитает в коралловых рифах на глубине от 10 до 25 м. Иногда в дневные часы образует скопления вокруг выходов скальных пород и над кораллами. Питается рыбами и ракообразными.

## Хозяйственное значение
Имеет небольшое промысловое значение, хотя регулярно появляется на рынках прибрежных стран на всём протяжении ареала. Ловят ярусами, ловушками и жаберными сетями. Реализуется в свежем виде. Мясо высокого качества.